# تاكاشي كوواهارا
تاكاشي کوواهارا (باليابانية: 桑原 隆) (5 مايو 1948 في فوجيدا في اليابان – )؛ هو لاعب كرة قدم ياباني سابق كان يلعب كلاعب وسط.

## وصلات خارجية
- J.League Data Site (باليابانية)